# Allsvenskan (1983)
Allsvenskan (1983) była 59. sezonem Allsvenskan – najwyższej klasy rozgrywkowej piłki nożnej w Szwecji. Liga liczyła 12 zespołów. W rundzie zasadniczej rywalizowano systemem ligowym mecz i rewanż. Runda zasadnicza rozpoczęła się 16 kwietnia, a zakończyła się 2 października. Po tej rundzie 8 najlepszych drużyn walczyło o tytuł mistrza kraju systemem pucharowym. Runda pucharowa zaczęła się 5 października, a zakończyła się 5 listopada. Dwie ostatnie drużyny spadły do drugiej ligi. Tytuł obroniła drużyna IFK Göteborg. Tytuł króla strzelców zdobył Thomas Ahlström, który w barwach IF Elfsborg strzelił 16 goli.

## Tabela rundy zasadniczej
|    | Klub         | M  | Z  | R  | P  | Br+ | Br- | Br+/- | Pkt | Uwagi                  |
| 1  | AIK Fotboll  | 22 | 13 | 6  | 3  | 37  | 12  | +25   | 32  | Play-off o mistrzostwo |
| 2  | Malmö FF     | 22 | 12 | 5  | 5  | 46  | 30  | +16   | 29  | Play-off o mistrzostwo |
| 3  | IFK Göteborg | 22 | 11 | 5  | 6  | 35  | 19  | +16   | 27  | Play-off o mistrzostwo |
| 4  | Östers IF    | 22 | 10 | 7  | 5  | 32  | 18  | +14   | 27  | Play-off o mistrzostwo |
| 5  | Hammarby IF  | 22 | 10 | 5  | 7  | 41  | 32  | +9    | 25  | Play-off o mistrzostwo |
| 6  | Halmstads BK | 22 | 10 | 5  | 7  | 32  | 34  | -2    | 25  | Play-off o mistrzostwo |
| 7  | IF Elfsborg  | 22 | 7  | 9  | 6  | 31  | 31  | +0    | 23  | Play-off o mistrzostwo |
| 8  | Örgryte IS   | 22 | 6  | 10 | 6  | 34  | 26  | +8    | 22  | Play-off o mistrzostwo |
| 9  | IK Brage     | 22 | 5  | 6  | 11 | 21  | 40  | -19   | 16  |                        |
| 10 | Gefle IF     | 22 | 4  | 5  | 13 | 21  | 37  | -16   | 13  |                        |
| 11 | Mjällby AIF  | 22 | 3  | 7  | 12 | 18  | 44  | -26   | 13  | Spadek                 |
| 12 | BK Häcken    | 22 | 2  | 8  | 12 | 16  | 41  | -25   | 12  | Spadek                 |

## Play-off o mistrzostwo

### Ćwierćfinały
- IF Elfsborg – IFK Göteborg 1–2, 2–4 (3–6)
- Hammarby IF – AIK Fotboll 2–5, 1–1 (3–6)
- Örgryte IS – Östers IF 0–1, 0–4 (0–5)
- Halmstads BK – Malmö FF 1–2, 0–6 (1–8)

### Półfinały
- Östers IF – Malmö FF 1–0, 1–1 (2–1)
- IFK Göteborg – AIK Fotboll 3–0, 0–2 (3–2)

### Finał
- Östers IF – IFK Göteborg 1–1, 0–3 (1–4)

IFK Göteborg został mistrzem Szwecji w 1983.